# Гигантская бурозубка
Гигантская бурозубка (лат. Sorex mirabilis) — млекопитающее семейства землеройковых. Одна из самых крупных бурозубок.

## Распространение
Гигантская бурозубка — эндемичное животное Дальнего Востока. Распространена в южной части Приморского края, северо-восточном Китае и в северной части Корейского полуострова.

## Описание
Является одним из самых крупных представителей рода бурозубок — длина тела достигает почти 10 см, вес — до 14 г. Окраска тела коричневато-бурая, на нижней стороне тела более светлая и тусклая. На мордочке хорошо выделяются длинные (до 3 см) светло-серые вибриссы.

## Экология
В основном обитает во влажных участках широколиственных и хвойно-широколиственных лесах. Питается дождевыми червями, а также кивсяками, которых другие виды бурозубок не едят. В день съедает в пищи 2—2,5 раза больше собственного веса. Размножается один раз в году.

## Природоохранный статус
Гигантская бурозубка внесена в Красную книгу России как «редкий реликтовый эндемичный вид с сокращающейся численностью»